# Тобакко (остров, Нигерия)
Тобакко (англ. Tobacco) — остров в Нигерии. Расположен в дельте реки Кросс, западнее Калабара. Остров вытянут в направлении с северо-запада на юго-восток. Юго-восточнее расположены острова Паррот, Джеймс и Кейбл. Относится к штату Кросс-Ривер, находится у границы со штатом Аква-Ибом.